# Tagma
Tagma – wyróżnialna część ciała stawonogów, powstała w wyniku połączenia dwóch lub więcej metamerów. Taką segmentację ciała nazywa się heterenomiczną, a proces ewolucyjny, w wyniku którego powstała: tagmatyzacją.

## Definicja
Różni autorzy podają różne definicje tagmy, które często mają stosunkowo subiektywny charakter. Część autorów wyróżnia tagmy głównie w oparciu o zróżnicowanie tergitów (grzbietowej części szkieletu zewnętrznego), podczas gdy inni głównie w oparciu o specjalizację przydatków (odnóży). W pracach neontologicznych z XXI wieku stosowana bywa ściślejsza definicja wprowadzona przez Minellego i współpracowników. Według niej tagma jest jednostką morfologiczną odróżnialną przynajmniej w budowie grzbietowego egzoszkieletu, której granice w procesie ontogenezy nie są naruszane przez dodawanie ani ujmowanie segmentów z rejonów sąsiednich. Definicja ta została zmodyfikowana i uściślona przez Lamdsella dla jednoznacznego odróżnienia od pseudotagmy. Według tego autora tagma musi być wyodrębnionym rejonem ciała o równoważnie zmodyfikowanych przydatkach (wyjątkiem może być ich pierwsza i/lub ostatnia para), której granice w procesie ontogenezy nie są naruszane przez dodawanie ani ujmowanie segmentów z rejonów sąsiednich.

## Przegląd
U sześcionogów wyróżnia się trzy tagmy: głowę, tułów oraz odwłok. U wijów wyróżnia się tylko głowę i tułów.
U skorupiaków głowa i tułów mogą być zlane w głowotułów (cephalothorax). Gdy głowa jest jednolita określa się ją jako syncefalon, gdy podzielona jest na dwie części zagłębieniem oskórka, to pierwszą, złożoną z 3 segmentów określa się jako protocephalon, a drugą, również złożoną z trzech segmentów, jako gnatocefalon. Gdy gnatocefalon jest zlany z tułowiem, określa się taką tagmę jako szczękotułów (gnathothorax). Jeśli pierwszą tagmą ciała jest głowotułów, to właściwy tułów nosi nazwę pereonu. Odwłok skorupiaków to pleon.
U szczękoczułkowców wyróżnia się zwykle głowotułów, zwany u nich prosomą i odwłok zwany w tej grupie opistosomą. Odwłok może być podzielony dodatkowo na przedodwłok (mesosoma) i zaodwłok (metasoma). U roztoczy wyróżnia się gnatosomę oraz idiosomę. Wyjątkiem wśród szczękoczułkowców są kikutnice u których występują głowa, tułów i odwłok.
U trylobitów tradycyjnie rozróżnia się 3 tagmy: głowę, tułów i pygidium, jednak podział ten bazuje wyłącznie na budowie grzbietowego egzoszkieletu. Przy zastosowaniu ściślejszych definicji należy uznać ciało trylobitów za zbudowane z jednej tagmy, a wymienione wcześniej uznać za pseudotagmy.